# Sybil Danning
Sybil Danning, född 24 maj 1947 i Ried am Innkreis, är en österrikisk skådespelerska. 
Hon filmdebuterade i hemlandet i slutet av 1960-talet och blev så småningom, en internationell sexsymbol. 1973 spelade hon en biroll i Richard Lesters De tre musketörerna och året därpå i De fyra musketörerna. Under 1980-talet medverkade hon i b-filmer som kvinnofängelsefilmen Chained Heat, Howling 2, Luigi Cozzis Hercules. 1983 vek hon även ut sig i Playboy.
Hon slutade göra filmer på 1990-talet men 2007 kom hon tillbaks i cameoroller i bland annat Grindhouse och Halloween.